# Lesná (Morávia do Sul)
Lesná é uma comuna checa localizada na região de Morávia do Sul, distrito de Znojmo.